# 青島・フーコの天下のジョッキー
青島・フーコの天下のジョッキーは、1970年代後半頃に東京放送（TBSラジオ）をキー局にJRN系全国ネットワーク各局で放送されていたラジオ番組。

## タイムテーブル
- 11:30 -  奥様お手紙拝見

## ネット局

### 同時ネット
- 山梨放送
- 北陸放送
- 福井放送
- 静岡放送
- 山陽放送
- 中国放送
- 四国放送
- 南海放送
- 高知放送
- RKB毎日放送
- 大分放送
- 琉球放送

### 時差ネット
- 秋田放送（12:00 - 12:25）
- 山形放送（12:15 - 12:40）
- 山陰放送（12:35 - 13:00）

## 備考
- 青島が選挙期間中は、タモリがパーソナリティーの代役をした。

| スタブアイコン | サブスタブ | この項目は、まだ閲覧者の調べものの参照としては役立たない、ラジオ番組に関連した書きかけの項目です。この項目を加筆・訂正などしてくださる協力者を求めています（P:ラジオ/PJ:放送番組）。 |